# Énergie en Namibie
Le secteur de l'énergie en Namibie se caractérise par une faible consommation d'énergie : 44 % de la moyenne mondiale, une production locale (biomasse et hydroélectricité) encore plus faible, qui couvre seulement 35,3 % des besoins du pays en 2021, et la prépondérance des produits pétroliers : 61 % de la consommation d'énergie primaire.
La part de l'électricité dans la consommation finale d'énergie était en 2021 de 18 %. La Namibie importait 62 % de son électricité. Sa production nationale se répartissait en 64,3 % d'hydroélectricité, 31,5 % de solaire photovoltaïque, 2,7 % de charbon, 1,4 % d'éolien et 0,07 % de pétrole.
Les émissions de CO2 liées à l'énergie en Namibie atteignaient 1,53 t par habitant en 2019, soit 35 % de la moyenne mondiale, mais 58 % au-dessus de la moyenne africaine.

## Ressources locales

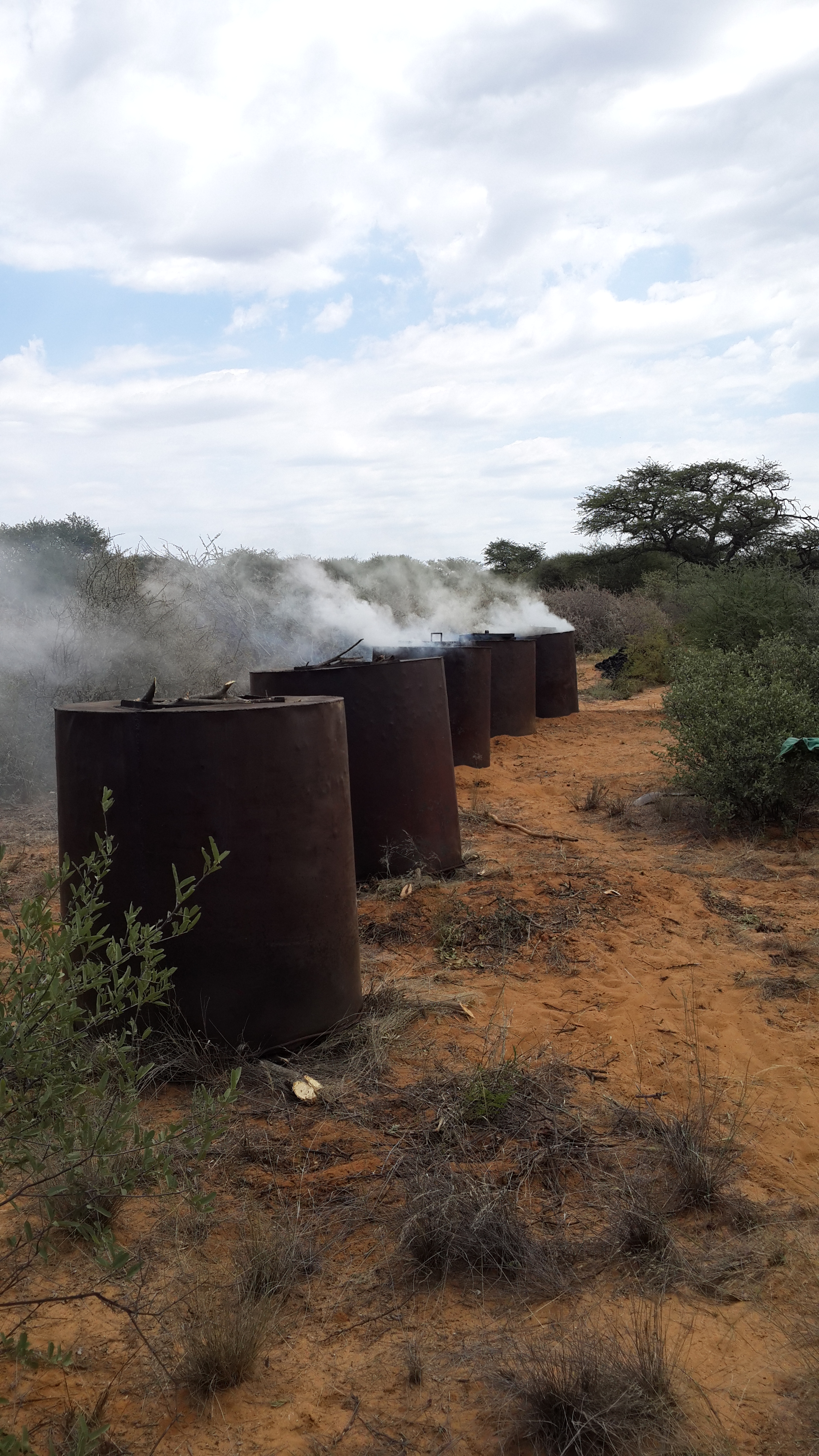
Fabrication de charbon de bois en Namibie, 2016.

La production d'énergie primaire de la Namibie s'élevait en 2021 à 28 351 TJ ; elle se répartissait en 80,8 % de biomasse (bois et déchets agricoles), 12,3 % d'hydroélectricité et 6,9 % de solaire et autres renouvelables. Ces productions locales couvrent seulement 35,3 % des besoins en énergie du pays.
En février 2022, TotalEnergies déclare avoir effectué une découverte significative d'huile légère et de gaz associé au large des côtes de la Namibie. Qualifiant les résultats de cette découverte de « prometteurs », la direction de TotalEnergies procède ensuite à des opérations d'appréciations pour évaluer la commercialité de ces gisements naturels.
En janvier 2024, TotalEnergies augmente sa participation dans les deux blocs offshore qu'il exploite au large des côtes namibiennes. Il détient désormais 45,25 % du premier et 42,5 % du second. L'ampleur du gisement, baptisé Vénus, n'est encore que partiellement évalué, mais en 2023, la compagnie pétrolière namibienne Namcor a déclaré que l'ensemble des découvertes représentaient l'équivalent de 11 milliards de barils, dont 5,1 milliards sur le puits Vénus 1X de TotalEnergies. La Namibie pourrait ainsi faire partie des 15 premiers producteurs de pétrole au monde d'ici à 2035 et doubler son PIB d'ici à 2040.
En avril 2024, Galp Energia, qui détient 80 % du gisement de Mopane, estime que le site peut se quantifier à 10 milliards de barils.

## Importations
En 2021, les importations ont atteint 60 638 TJ, soit plus du double de la production nationale. Après déduction des exportations (7 988 TJ, surtout de la biomasse), les importations nettes représentent 65,6 % des besoins du pays. Les importations se répartissent en 82,3 % de produits pétroliers, 16,8 % d'électricité et 0,9 % de charbon.
Entre 2000 et 2009, la part des importations dans le mix énergique a été en moyenne de 49 % mais passant de 36 % en 2000 à 60 % en 2009.

## Consommation d'énergie primaire
La consommation intérieure d'énergie primaire de la Namibie s'élevait en 2021 à 80 290 TJ, répartie en 61 % de produits pétroliers (importés), 20,5 % de biomasse et déchets, 11 % d'importations d'électricité, 4,3 % d'hydroélectricité, 2,4 % de solaire et éolien et 0,7 % de charbon (importé).
La consommation d'énergie primaire par habitant est en 2019 de 34,6 GJ, soit 44 % de la moyenne mondiale ; elle dépasse de 26 % la moyenne africaine.

## Secteur électrique
La part de l'électricité dans la consommation finale d'énergie était en 2021 de 18 %.
En 2021, la Namibie a importé 62 % de son électricité. Sa production nationale était de 1 506 GWh, dont 64,3 % d'hydroélectricité, 31,5 % de solaire photovoltaïque, 2,7 % produite à partir de charbon, 0,07 % du pétrole et 1,4 % de l'éolien. Le taux des pertes sur le réseau est de 10 %.
La consommation d'électricité par habitant était en 2019 de 1 635 kWh, soit 50 % de la moyenne mondiale (3 265 kWh), mais trois fois la moyenne africaine (560 kWh).
En 2018, 53,9 % des habitants de la Namibie avaient accès à l’électricité. Ce taux est 35,5 % en zone rurale et 98 % en zone urbaine.
Le distributeur national est NamPower.

### Hydroélectricité
Selon l'International Hydropower Association (IHA), la puissance installée des centrales hydroélectriques de la Namibie s'élevait à 347 MW fin 2021, soit 0,9 % du total africain, au 20e rang en Afrique, loin derrière l'Éthiopie (4 074 MW).
La principale centrale du pays est la centrale hydroélectrique de Ruacana (347 MW), mise en service en 1996. Sa puissance a été portée de 332 MW à 347 MW en 2016 grâce au remplacement de trois roues de turbines.
La Namibie continue en 2018 d’importer plus des deux tiers de sa consommation électrique. Sa puissance installée atteint 514 MW. Elle compte recourir aux énergies renouvelables afin de réduire, à long terme, le déficit énergétique national, en particulier en construisant une centrale hydroélectrique de 600 MW à Baynes.
La centrale hydroélectrique de Baynes (600 MW) sera construite à 200 km en aval de la centrale de Ruacana sur le fleuve Cunene, qui sert de frontière naturelle avec l’Angola. Les gouvernements namibien et angolais se sont mis d’accord en 2020 pour lancer en 2021 la construction du barrage de Baynes. L'électricité produite par la centrale sera partagée entre les deux pays (300 MW chacun).

### Éolien et solaire
Les premières centrales électriques utilisant des ressources renouvelables sont construites par InnoVent dans les années 2010 (solaire et éolien),.

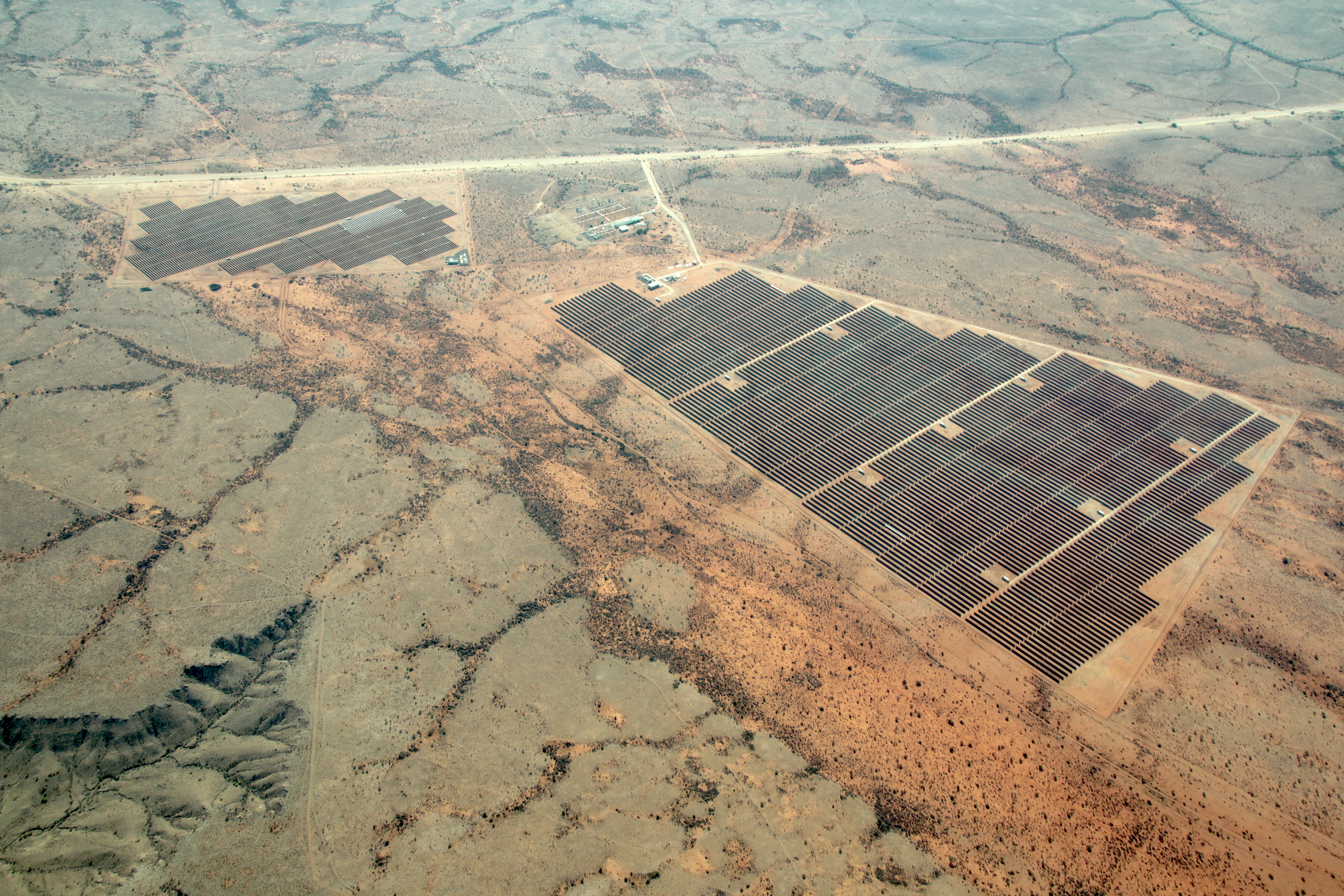
Centrale solaire de Mariental (47 MW) en 2019.

Le solaire est en pleine expansion puisqu’il représentait une production de 685 MWh en 2004 et représentait en 2008 une production de 14 941 MWh. Le pays dispose de 50MW d’installations solaires et a construit une nouvelle centrale de 100 hectares et d’un prix de plus de 70 millions de dollars dont 50 millions qui seront fournis par  Standard Bank d'Afrique du Sud et la Proparco, la branche de l'Agence française de développement (AFD). Cette centrale devrait fournir de l’électricité pour 70 000 logements.
La Bank Windhoek finance les énergies renouvelables dans le pays à hauteur de 4 millions de $, l’ensemble des projets réalisés devrait permettre de produire 77,9 GWh d’électricité au cours des cinq prochaines années et éviter l’émission de 305 710 tonnes de CO2 dans les 25 prochaines années en Namibie.
Le groupe Aeolus Power Generation Namibia a installé en 2008 des éoliennes qui ont une production de 300 MWh.

## Impact environnemental
Les émissions de CO2 liées à l'énergie en Namibie atteignaient 3,8 Mt en 2019, soit 1,53 t par habitant, équivalant à 35 % de la moyenne mondiale (4,39 t), mais 58 % au-dessus de la moyenne africaine.